# Кішка полідактиль
Кішка полідактиль (англ. Polydactyl cat) — це кішка з вродженою фізичною аномалією під назвою полідактилія. Селекціонери створили породу кішок з такою аномалією за допомогою змін в котячій генетиці. Найчастіше такі кішки зустрічають на східному узбережжі Північної Америки та в Південно-Західній Британії.

## Як порода
Кішок з такою аномалією розводять як окрему породу. Існують два види полідактилів: короткошерста американська кішка та мейн-куновий полідактиль. Деякі фелінологічні організації визнали обидва види, але все ж переважно вона не є офіційною і вважається любительською.
Такі кішки дуже популярні в регіоні біля Кередігіону в Уельсі, де їх називають карді-кішками. Перші такі кошенята як представники нової породи були народжені в Ітаці, США. Відомо, що письменник Ернест Хемінгуей був великим прихильником кішок полідактилів і часто тримав їх у себе вдома. Через це іноді цих кішок ще називають кішками Хемінгуея.
В Європі таких кішок нині дуже мало, оскільки раніше їх винищували, вважаючи, що вони були відьомськими фамільярами .

## Світлини

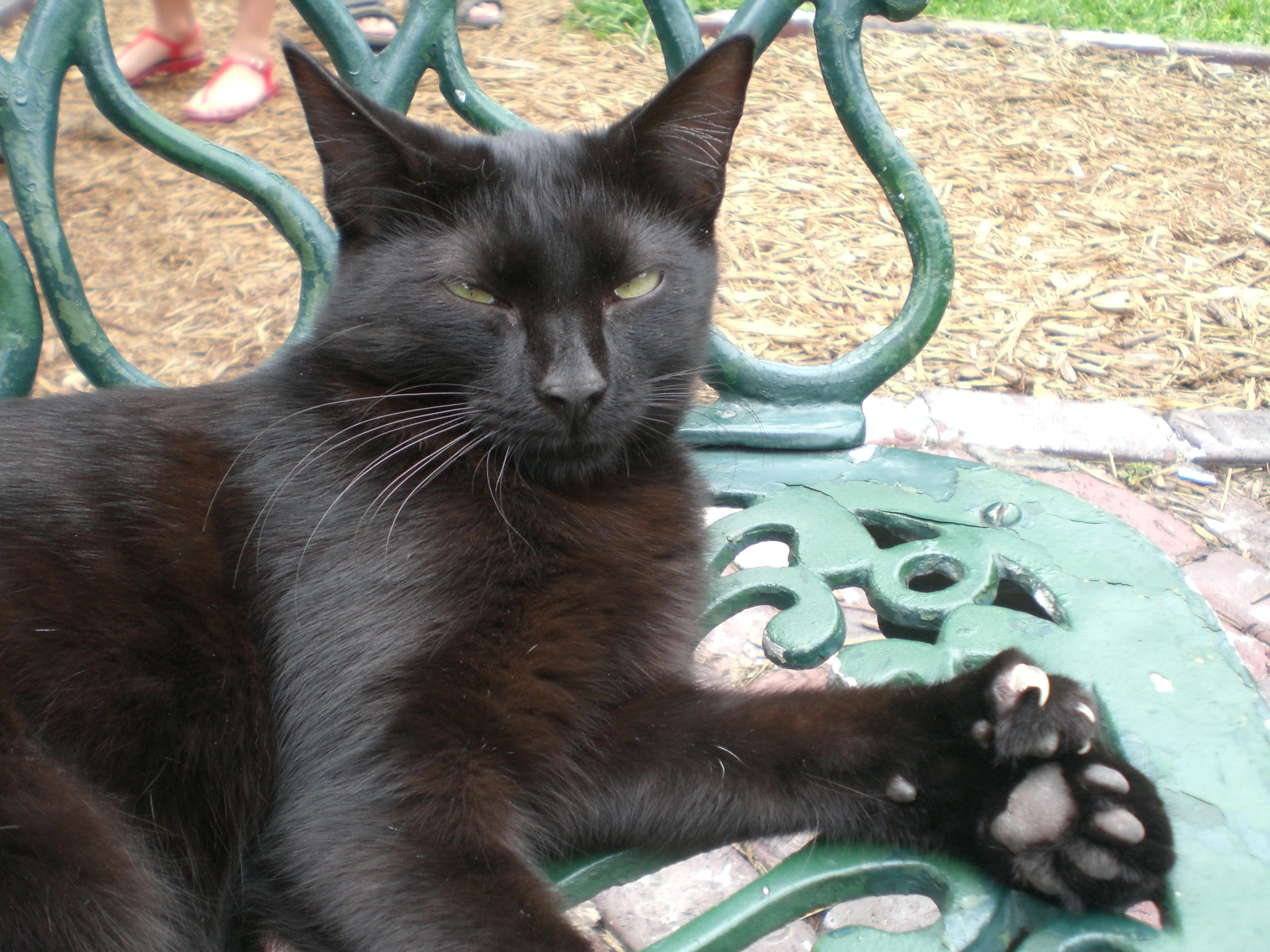
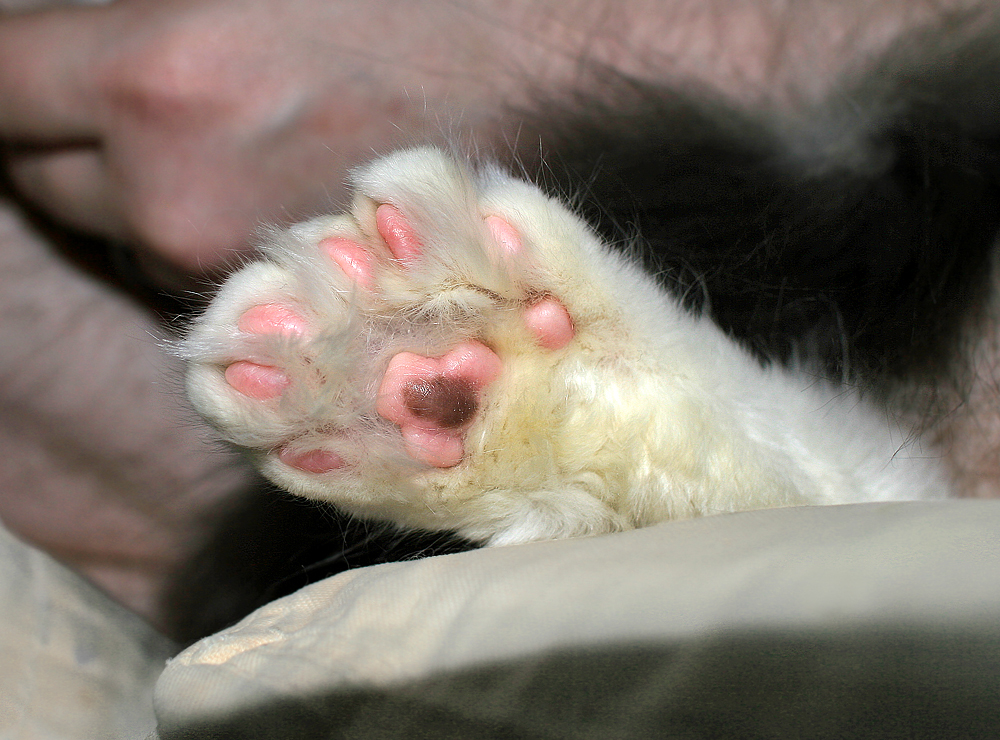
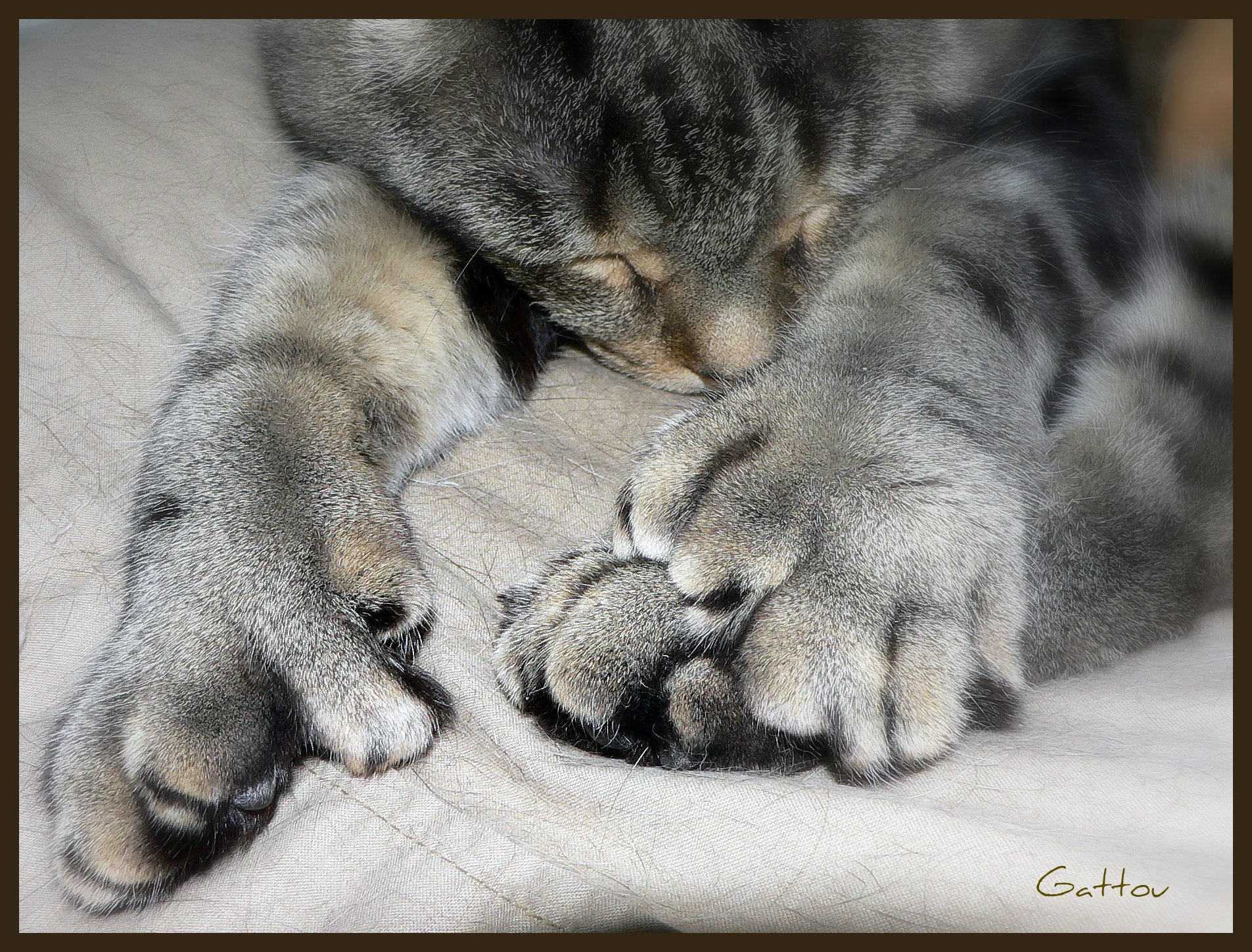
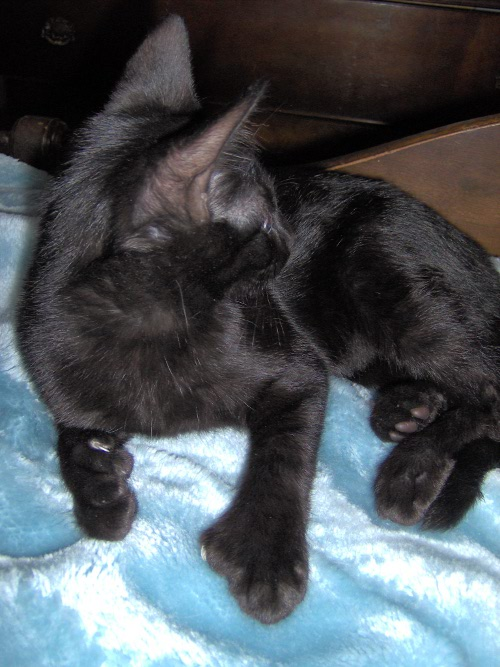